# Antoniewo Górne
Antoniewo Górne – osada w Polsce położona w województwie wielkopolskim, w powiecie wągrowieckim, w gminie Skoki. Miejscowość wchodzi w skład sołectwa Glinno.
W latach 1975–1998 miejscowość administracyjnie należała do województwa poznańskiego.